# Дуповац, Амер
Амер Дуповац (босн. Amer Dupovac; 29 мая 1991 года, Сараево, СФРЮ) — боснийский футболист, защитник.

## Карьера
С 2010 года Амер Дуповац выступал за «Сараево», в 2014 году являлся капитаном клуба. За время выступления в команде Амер выигрывал Кубок Боснии и Герцеговины, а также становился серебряным и бронзовым призёром чемпионата страны. В феврале 2015 года босниец подписал контракт с тираспольским «Шерифом». 24 мая 2015 года выиграл с командой Кубок Молдавии 2014/15. 1 сентября 2016 года стало известно, что Амер покинул команду. Всего он провел за клуб 29 игр и забил три мяча.

## Достижения
- Обладатель Кубка Боснии и Герцеговины (1): 2014
- Серебряный призёр чемпионата Боснии и Герцеговины (2): 2011, 2013
- Бронзовый призёр чемпионата Боснии и Герцеговины (1): 2014

 Шериф
- Обладатель Кубка Молдавии (1): 2014/15
- Бронзовый призёр чемпионата Молдавии (1): 2014/15
- Обладатель Суперкубка Молдавии (1): 2015
- Чемпион Молдавии (1): 2015/16